# Se roba a grandes artistas
Se roba a grandes artistas es un álbum de estudio del grupo mexicano Ladrón lanzado el 23 de febrero del 2018.

## Lista de canciones
Letra y música de todos los temas: Sergio Villarreal

Todas las canciones escritas y compuestas por Sergio Villarreal. 
| CD    | |          |  |
| N.º   | Título                                                                                             | Duración |  |
| 1.    | «Para olvidarme de ti» (con El Gran Silencio)                                                      | 3:26     |  |
| 2.    | «Tú me quieres lastimar» (con Shaila Dúrcal)                                                       | 3:30     |  |
| 3.    | «A la luz de la luna» (con Celso Piña, Pato Machete, Ulises Lozano & Pliego Villarreal)            | 3:06     |  |
| 4.    | «No tengo lágrimas» (con Jean Carlos Centeno & Alex Manga)                                         | 3:56     |  |
| 5.    | «Sólo sé» (con Dr. Shenka)                                                                         | 3:34     |  |
| 6.    | «Amor en llamas» (con Gangster)                                                                    | 3:33     |  |
| 7.    | «Vengo a pedir tu mano» (con Chalo Galván)                                                         | 3:35     |  |
| 8.    | «Celos por ti» (con Big Javy y los Tenampa)                                                        | 3:21     |  |
| 9.    | «Pienso en ti» (con Charlie Massó)                                                                 | 3:17     |  |
| 10.   | «No sé quién eres tú» (con Retratos Imaginarios)                                                   | 3:19     |  |
| 11.   | «Mi castigo» (con Eliseo Robles)                                                                   | 3:38     |  |
| 12.   | «Estoy enamorado» (con René Farrait)                                                               | 3:35     |  |
| 13.   | «No soy tu plato (Bonus track)» (con Amandititita)                                                 | 3:22     |  |
| 14.   | «Y la fiesta continúa... (Bonus track)» (con Los Caminantes, Los Acosta, Liberación & Los Rehenes) | 3:52     |  |
| 49:01 | |          |  |

| DVD   |                                                                                         |          |  |
| N.º   | Título                                                                                  | Duración |  |
| 1.    | «Para olvidarme de ti» (con El Gran Silencio)                                           | 3:26     |  |
| 2.    | «A la luz de la luna» (con Celso Piña, Pato Machete, Ulises Lozano & Pliego Villarreal) | 3:04     |  |
| 3.    | «No tengo lágrimas» (con Jean Carlos Centeno & Alex Manga)                              | 3:52     |  |
| 4.    | «Sólo sé» (con Dr. Shenka)                                                              | 3:33     |  |
| 5.    | «Amor en llamas» (con Gangster)                                                         | 3:36     |  |
| 6.    | «Vengo a pedir tu mano» (con Chalo Galván)                                              | 3:33     |  |
| 7.    | «Celos por ti» (con Big Javy y los Tenampa)                                             | 3:20     |  |
| 8.    | «No sé quién eres tú» (con Retratos Imaginarios)                                        | 3:20     |  |
| 9.    | «Mi castigo» (con Eliseo Robles)                                                        | 3:36     |  |
| 10.   | «Y la fiesta continúa...» (con Los Caminantes, Los Acosta, Liberación & Los Rehenes)    | 3:52     |  |
| 11.   | «Ladrón se roba a grandes artistas» (Extras)                                            | 3:37     |  |
| 12.   | «Detrás de cámaras» (Extras)                                                            | 3:07     |  |
| 42:00 |                                                                                         |          |  |

### Créditos
| - Producción ejecutiva: Sergio Villarreal - Ladrón - Producción y realización: Junior Cabral y Abelardo Rivera - Producción y dirección de "No soy tu plato" y "Sólo sé": Toy Selectah - Arreglos y dirección artística: Junior Cabral - A&R y coordinación general: Raúl Frías - A&R: Chalo Galván - Making of: Julio Mier - Fotografía: Efraín Gallardo Arreglos y programación: - "No soy tu plato": Toy Selectah y Sergio Villarreal - "Sólo sé": Alfonso Herrera Maldonado y Sergio Villarreal - "A la luz de la luna": Ulises Lozano "El Licenciado" - "No sé quién eres tú": Lorena Cabral y Roger Flores "Kilah" - "Sólo sé": Armando García y Antonio Paz Músicos: - Programación, guitarras, bajo, piano y vihuela: Junior Cabral - Batería: Federico Fdfx Caballero - Percusiones: Jorge Pkz Caballero - Acordeón: Jair Alcalá - Trompeta: Carlos García - Programación adicional: Lorena Cabral y Roger Flores "Kilah" | Invitados: - El Gran Silencio: "Para olvidarme de ti" - Gangster: "Amor en llamas" - Bambú: "Sólo sé" - Big Javy y los Tenampa: "Celos por ti" - Alfonso Herrera Maldonado: Coros en "A la luz de la luna" y "Pienso en ti" - Pliego Villarreal: Bajo en "A la luz de la luna" - Celso Piña: Acordeón en "A la luz de la luna" - Jared Ahedo: Primer violín (sesión de cuerdas) en "Tú me quieres lastimar" - Oscar García (Gatos con Botas): Guitarra en "Estoy enamorado" - Neno Beleño: Acordeón vallenato en "No tengo lágrimas" - Junior Cabral: Guitarra y cavaquinho en "No soy tu plato" - Bolo Alcalá: Batería en "Mi castigo" - Paquito Hernández: Bajo sexto en "Mi castigo" Ladrón: - Sergio Villarreal: Voces, coros y guitarra - Jorge Salas: Teclados - Ruly Zambrano: Bajo - Orlando Contreras: Batería | Grabación y estudios: - Grabado por: Abelardo Rivera en Victoria Records y Monterrey Sound (Monterrey, N.L.). - Asistentes de grabación: Marko Zavala, Luis Alfredo Arjona y José Luis Valero Estudios y participaciones: - El Cielo Recording Studio (San Pedro Garza García, N.L.) - Voces y coros de Sergio Villarreal en "Para olvidarme de ti", "Amor en llamas", "No sé quién eres tú", "Vengo a pedir tu mano" y "Celos por ti", Grabado por: Ramón González y Abelardo Rivera, Honky Tonk Studios (Ciudad de México) - Voces de Shaila Dúrcal y Charlie Massó en "Tú me quieres lastimar" y "Pienso en ti", Grabado por: Gerardo Morgado y Abelardo Rivera, Kin Kon Records (Los Ángeles, CA) - Teclados en "A la luz de la luna", Grabado y realizado por: Ulises Lozano "El Licenciado", La Tuna Group (San Pedro Garza García, N.L.) - Voz de Celso Piña en "A la luz de la luna", Grabado por: Carlos Arredondo y Abelardo Rivera, Deyjav (San Nicolás de los Garza, N.L.) - Voces de Jean Carlos Centeno, Alex Manga y Grabación de acordeón vallenato en "No tengo lágrimas", Grabado por Ricardo Valdez, Estudio Toy Selectah (San Pedro Garza García, N.L.) - Teclados y programación en "No soy tu plato", Grabado por: Toy Selectah, Novenastudio (Monterrey, N.L.) - Bases musicales de "Sólo sé", Grabado por: Alfonso Herrera Maldonado, Daggam Studios (Los Angeles, CA) - Voz de Agustín Ramírez en "Y la fiesta continúa...", Grabado por: Rafa Guevara, Los Acosta Studio (San Luis Potosí, S.L.P.) - Voz de Ricardo Acosta en "Y la fiesta continúa...", Grabado por: Fer Sanders - Edición protools: Alfonso Herrera Maldonado, Julián Villarreal y Charlie Carmona - Mezclado en Monterrey Sound por Abelardo Rivera y Junior Cabral - Asistentes: Abelardo Rivera y Marcelo Rivera - Masterizado en OVU (Monterrey, N.L.) por Jaime Cavazos Videos: - Producción ejecutiva: Sergio Villarreal, La Tuna Group y Charlie Ramírez - Dirección y realización en "Para olvidarme de ti", "A la luz de la luna", "Sólo sé", "Amor en llamas", "Vengo a pedir tu mano", "Celos por ti", "No sé quién eres tú" y "Mi castigo", Locación: Estudio "A" de Victoria Records, Mier & Frías - Dirección y realización en "No tengo lágrimas", "Y la fiesta continúa...", Locaciónes: Deyjav, Monterrey Sound, Los Acosta Studio y Daggam Studios}} |

- Datos: Q56377630